# لاکیارللا
لاکیارللا (به ایتالیایی: Lacchiarella) یک کومونه در ایتالیا است که در استان میلان واقع شده‌است. لاکیارللا ۲۴٫۲ کیلومتر مربع مساحت و ۸٬۸۵۳ نفر جمعیت دارد و ۹۸ متر بالاتر از سطح دریا واقع شده‌است.